# Cur nimium adpetimus? Nemini nimium bene est
La frase latina cur nimium adpetimus? Nemini nimium bene est significa letteralmente: "perché aspiriamo al superfluo? Esso non è un bene per nessuno".
L'espressione è uno dei pochi frammenti superstiti di Lucio Afranio, autore latino attivo fra il II e il I  secolo a.C., secondo gli stessi antichi (cfr. Velleio Patercolo, Historiae 2, 90) il miglior rappresentante del genere della commedia togata.
L'invito a non eccedere nei propri desideri e nelle proprie richieste non è una massima originale di Afranio, ma un motivo ricorrente in tutta la storia letteratura latina.